# Associazione Calcio Mantova 2005-2006
Questa pagina raccoglie i dati riguardanti l'Associazione Calcio Mantova nelle competizioni ufficiali della stagione 2005-2006.

## Stagione
La squadra mantovana neopromossa disputa il campionato di serie B del 2005/2006, concluso al quarto posto, superata nella doppia finale dal Torino nei Play-off che ha deciso la terza promozione in Serie A. Atalanta e Catania sono state promosse direttamente in Serie A. La squadra virgiliana allenata da Domenico Di Carlo parte fortissima, al termine del girone di andata è davanti a tutti con 42 punti. Nel girone di ritorno non riesce a tenere lo stesso passo, raccoglie 27 punti, e si deve accontentare del quarto posto. Nei Play-off nella doppia semifinale supera il Modena, ma è costretta a salutare la promozione, persa per un soffio. Per la compagine virgiliana una stagione comunque strepitosa, che ha riportato entusiasmo a Mantova.
Migliori marcatori di stagione Gabriele Graziani e Gaetano Caridi con 9 reti, Alessandro Noselli con 8 centri. In Coppa Italia la squadra si ferma al primo turno perdendo con il Grosseto (2-0) in Toscana.

## Rosa
| N. |                   | Ruolo | Calciatore        |
| -- | ----------------- | ----- | ----------------- |
| 1  | Italia (bandiera) | P     | Mirko Bellodi     |
| 3  | Italia (bandiera) | D     | Davide Mezzanotti |
| 4  | Italia (bandiera) | C     | Manuel Spinale    |
| 5  | Italia (bandiera) | D     | Mattia Notari     |
| 6  | Italia (bandiera) | D     | Diego Pellegrini  |
| 7  | Italia (bandiera) | D     | Alessandro Doga   |
| 8  | Italia (bandiera) | C     | Vincenzo Sommese  |
| 9  | Italia (bandiera) | A     | Gabriele Graziani |
| 10 | Italia (bandiera) | C     | Gaetano Caridi    |
| 11 | Italia (bandiera) | A     | Paolo Poggi       |
| 12 | Italia (bandiera) | P     | Alex Valentini    |
| 13 | Italia (bandiera) | D     | Valerio Di Cesare |
| 14 | Italia (bandiera) | C     | Claudio Grauso    |
| 15 | Italia (bandiera) | A     | Luca Pasquali     |
| 16 | Italia (bandiera) | C     | Marcello Olivetti |

| N. |                   | Ruolo | Calciatore         |
| -- | ----------------- | ----- | ------------------ |
| 19 | Italia (bandiera) | C     | Massimo Brambilla  |
| 21 | Italia (bandiera) | C     | Simone Bentivoglio |
| 22 | Italia (bandiera) | P     | Pierluigi Brivio   |
| 23 | Italia (bandiera) | D     | Gabriele Cioffi    |
| 24 | Italia (bandiera) | C     | Alessio Sestu      |
| 30 | Italia (bandiera) | D     | Ivanoe Lanzara     |
| 32 | Italia (bandiera) | A     | Alessandro Noselli |
| 33 | Italia (bandiera) | C     | Emiliano Tarana    |
| 39 | Italia (bandiera) | D     | Nicola Donazzan    |
| 72 | Italia (bandiera) | D     | Stefano Sacchetti  |
| 77 | Italia (bandiera) | C     | Gennaro Volpe      |
| 83 | Italia (bandiera) | A     | Cristian Altinier  |
| 87 | Italia (bandiera) | C     | Stefano Mondini    |
| 99 | Italia (bandiera) | A     | Mirco Gasparetto   |

## Risultati

### Campionato di Serie B

#### Girone di andata
| Modena 14 settembre 2005, ore 15.00 1ª giornata | Modena             | 0 – 0 referto | Mantova | Stadio Alberto Braglia\| Arbitro: \| Pantana (Macerata) \| |
| Arbitro:                                        | Pantana (Macerata) |               |         |                                                            |

| Arbitro: | Squillace (Catanzaro) |

|              |           |  |
| Graziani 45’ | Marcatori |  |

| Arbitro: | Trefoloni (Siena) |

|               |           |             |
| Santoruvo 49’ | Marcatori | 10’ Noselli |

| Arbitro: | Gava (Conegliano) |

|                                           |           |                         |
| Graziani 15’ Noselli 83’ Poggi 87’ (rig.) | Marcatori | 29’ Piccoli 36’ Biserni |

| Arbitro: | Rodomonti (Roma) |

|                      |           |                             |
| Margiotta 93’ (rig.) | Marcatori | 70’ Noselli 83’, 88’ Caridi |

| Arbitro: | Girardi (San Donà di Piave) |

|  |           |             |
|  | Marcatori | 43’ Noselli |

| Arbitro: | Rocchi (Firenze) |

|                                          |           |              |
| Cioffi 48’ Poggi 62’ (rig.) Graziani 92’ | Marcatori | 19’ Cascione |

| Arbitro: | Rodomonti (Roma) |

|            |           |  |
| Cioffi 41’ | Marcatori |  |

| Arbitro: | Farina (Novi Ligure) |

|            |           |             |
| Guzman 62’ | Marcatori | 75’ Noselli |

| Arbitro: | Paparesta (Bari) |

|                                   |           |  |
| Sommese 9’ Tarana 73’ Noselli 86’ | Marcatori |  |

| Arbitro: | Gabriele (Frosinone) |

|                       |           |                                 |
| Carparelli 72’ (rig.) | Marcatori | 48’ Graziani 63’ (rig.) Noselli |

| Arbitro: | Morganti (Ascoli Piceno) |

|            |           |  |
| Tarana 23’ | Marcatori |  |

| Avellino 29 ottobre 2005, ore 14.30 13ª giornata | Avellino           | 0 – 0 referto | Mantova | Stadio Partenio\| Arbitro: \| Ayroldi (Molfetta) \| |
| Arbitro:                                         | Ayroldi (Molfetta) |               |         |                                                     |

| Arbitro: | Rosetti (Torino) |

|              |           |  |
| Graziani 52’ | Marcatori |  |

| Bologna 14 novembre 2005, ore 14.30 15ª giornata | Bologna              | 0 – 0 referto | Mantova | Stadio Renato Dall'Ara\| Arbitro: \| Farina (Novi Ligure) \| |
| Arbitro:                                         | Farina (Novi Ligure) |               |         |                                                              |

| Mantova 19 novembre 2005, ore 14.30 16ª giornata | Mantova           | 0 – 0 referto | Catanzaro | Stadio Danilo Martelli\| Arbitro: \| Cassarà (Palermo) \| |
| Arbitro:                                         | Cassarà (Palermo) |               |           |                                                           |

| Arbitro: | Bertini (Arezzo) |

|                  |           |             |
| Frick 54’ (rig.) | Marcatori | 29’ Sommese |

| Arbitro: | Palanca (Roma) |

|            |           |  |
| Caridi 32’ | Marcatori |  |

| Arbitro: | Ayroldi (Molfetta) |

|                           |           |                             |
| Pulzetti 47’ Adailton 56’ | Marcatori | 41’ Tarana 81’ (rig.) Poggi |

| Arbitro: | Gabriele (Frosinone) |

|                              |           |                             |
| Tarana 22’ Caridi 26’ (rig.) | Marcatori | 38’ M. Esposito 90+2’ Tulli |

| Arbitro: | Racalbuto (Gallarate) |

|                         |           |           |
| Jadid 12’ Cammarata 84’ | Marcatori | 4’ Tarana |

#### Girone di ritorno
| Arbitro: | Messina (Bergamo) |

|                     |           |  |
| Tarana 1’ Poggi 51’ | Marcatori |  |

| Arbitro: | Girardi (San Donà di Piave) |

|                             |           |  |
| Abbruscato 19’ Raimondi 80’ | Marcatori |  |

| Arbitro: | Stefanini (Prato) |

|              |           |  |
| Graziani 59’ | Marcatori |  |

| Arbitro: | Tombolini (Ancona) |

|                                  |           |  |
| Zaninelli 22’ Ferreira Pinto 92’ | Marcatori |  |

| Arbitro: | Morganti (Ascoli Piceno) |

|              |           |                  |
| Graziani 88’ | Marcatori | 45’ (rig.) Cacia |

| Arbitro: | Rocchi (Firenze) |

|  |           |                |
|  | Marcatori | 32’ B. Carbone |

| Arbitro: | De Santis (Tivoli) |

|                 |           |                            |
| Moscardelli 34’ | Marcatori | 20’ Tarana 48’, 52’ Caridi |

| Arbitro: | Trefoloni (Siena) |

|                               |           |             |
| Rivalta 47’ A. D'Agostino 88’ | Marcatori | 26’ Lanzara |

| Arbitro: | Bertini (Arezzo) |

|                              |           |                         |
| Gasparetto 7’ 55’ Cioffi 18’ | Marcatori | 30’ Zeytullaev 71’ Jeda |

| Arbitro: | Morganti (Ascoli Piceno) |

|                       |           |  |
| Mascara 29’, 48’, 62’ | Marcatori |  |

| Mantova 11 marzo 2006, ore 14.30 32ª giornata | Mantova            | 0 – 0 referto | Cremonese | Stadio Danilo Martelli\| Arbitro: \| Ayroldi (Molfetta) \| |
| Arbitro:                                      | Ayroldi (Molfetta) |               |           |                                                            |

| Arbitro: | Tombolini (Ancona) |

|                         |           |  |
| Muzzi 48’ Ferrarese 56’ | Marcatori |  |

| Arbitro: | Gabriele (Frosinone) |

|                                   |           |  |
| Cioffi 40’ Graziani 73’ Poggi 81’ | Marcatori |  |

| Brescia 1º aprile 2006, ore 15.00 35ª giornata | Brescia       | 0 – 0 referto | Mantova | Stadio Mario Rigamonti\| Arbitro: \| Pieri (Lucca) \| |
| Arbitro:                                       | Pieri (Lucca) |               |         |                                                       |

| Arbitro: | Dattilo (Locri) |

|  |           |                    |
|  | Marcatori | 24’, 67’ Marazzina |

| Arbitro: | De Marco (Chiavari) |

|  |           |            |
|  | Marcatori | 5’ Noselli |

| Arbitro: | Ayroldi (Molfetta) |

|            |           |            |
| Caridi 36’ | Marcatori | 80’ Corvia |

| Arbitro: | Rizzoli (Bologna) |

|                         |           |              |
| Salgado 22’ Joelson 29’ | Marcatori | 83’ Graziani |

| Mantova 13 maggio 2006, ore 15.00 40ª giornata | Mantova           | 0 – 0 referto | Verona | Stadio Danilo Martelli\| Arbitro: \| Messina (Bergamo) \| |
| Arbitro:                                       | Messina (Bergamo) |               |        |                                                           |

| Arbitro: | Stefanini (Prato) |

|  |           |             |
|  | Marcatori | 60’ Sommese |

| Mantova 28 maggio 2006, ore 15.00 42ª giornata | Mantova        | 0 – 0 referto | Pescara | Stadio Danilo Martelli\| Arbitro: \| Romeo (Verona) \| |
| Arbitro:                                       | Romeo (Verona) |               |         |                                                        |

### Play-off
Tabellone
|  | Semifinali | Semifinali | Semifinali | Semifinali | Semifinali |  |  | Finale  | Finale  | Finale | Finale | Finale |  |
|  |            |            |            |            |            |  |  |         |         |        |        |        |  |
|  | 3          | Modena     | 0          | 1          | 1          |  |  |         |         |        |        |        |  |
|  | 2          | Mantova    | 0          | 1          | 1          |  |  | Mantova | Mantova | 4      | 1      | 5      |  |
|  | 4          | Cesena     | 1          | 0          | 1          |  |  | Torino  | Torino  | 2      | 3      | 5      |  |
|  | 1          | Torino     | 1          | 1          | 2          |  |  |         |         |        |        |        |  |

#### Semifinale play-off
| Modena 1º giugno 2006, ore 20:45 UTC+2 Gara di andata | Modena        | 0 – 0 | Mantova | Stadio Alberto Braglia (12.917 spett.)\| Arbitro: \| Pieri (Lucca) \| |
| Arbitro:                                              | Pieri (Lucca) |       |         |                                                                       |

| Arbitro: | Rizzoli (Bologna) |

|               |           |            |
| Gasparetto 5’ | Marcatori | 88’ Bucchi |

#### Finale play-off
| Arbitro: | Pieri (Lucca) |

|                                                           |           |                         |
| Cioffi 8’ Caridi 22’ Noselli 48’ (rig.) Caridi 67’ (rig.) | Marcatori | 6’ Longo 74’ Abbruscato |

| Arbitro: | Farina (Novi Ligure) |

|                                        |           |                   |
| Rosina 36’ (rig.) Muzzi 64’ Nicola 95’ | Marcatori | 101’ (rig.) Poggi |

### Coppa Italia

#### Primo turno
| Arbitro: | Pieri (Lucca) |

|                                   |           |  |
| D'Isanto 55’ Bertani 90+7’ (rig.) | Marcatori |  |

## Statistiche

### Statistiche di squadra
| Competizione | Punti | In casa | In casa | In casa | In casa | In casa | In casa | In trasferta | In trasferta | In trasferta | In trasferta | In trasferta | In trasferta | Totale | Totale | Totale | Totale | Totale | Totale | DR  |
| Competizione | Punti | G       | V       | N       | P       | Gf      | Gs      | G            | V            | N            | P            | Gf           | Gs           | G      | V      | N      | P      | Gf     | Gs     | DR  |
| ------------ | ----- | ------- | ------- | ------- | ------- | ------- | ------- | ------------ | ------------ | ------------ | ------------ | ------------ | ------------ | ------ | ------ | ------ | ------ | ------ | ------ | --- |
| Serie B      | 69    | 21      | 12      | 7       | 2       | 27      | 12      | 21           | 6            | 8            | 7            | 19           | 23           | 42     | 18     | 15     | 9      | 46     | 35     | +11 |
| play-off     |       | 2       | 1       | 1       | 0       | 5       | 3       | 2            | 0            | 1            | 1            | 1            | 3            | 4      | 1      | 2      | 1      | 6      | 6      | 0   |
| Coppa Italia |       | -       | -       | -       | -       | -       | -       | 1            | 0            | 0            | 1            | 0            | 2            | 1      | 0      | 0      | 1      | 0      | 2      | -2  |
| Totale       |       | 23      | 13      | 8       | 2       | 32      | 15      | 24           | 6            | 9            | 9            | 20           | 28           | 47     | 19     | 17     | 11     | 52     | 43     | +9  |

### Statistiche dei giocatori
| Giocatore      | Serie B + play-off | Serie B + play-off | Serie B + play-off | Serie B + play-off | Coppa Italia | Coppa Italia | Coppa Italia | Coppa Italia | Totale   | Totale | Totale      | Totale     |
| Giocatore      | Presenze           | Reti               | Ammonizioni        | Espulsioni         | Presenze     | Reti         | Ammonizioni  | Espulsioni   | Presenze | Reti   | Ammonizioni | Espulsioni |
| -------------- | ------------------ | ------------------ | ------------------ | ------------------ | ------------ | ------------ | ------------ | ------------ | -------- | ------ | ----------- | ---------- |
| M. Bellodi     | 36                 | -33                | 3                  | 0                  | 1            | -2           | 0            | 0            | 37       | -35    | 3           | 0          |
| P. Brivio      | 6+4                | -2+-6              | 0                  | 0                  | -            | -            | -            | -            | 10       | -8     | 0           | 0          |
| G. Cioffi      | 40+4               | 4+1                | 5+2                | 0                  | 1            | 0            | 0            | 0            | 45       | 5      | 7           | 0          |
| V. Di Cesare   | 2                  | 0                  | 0                  | 0                  | -            | -            | -            | -            | 2        | 0      | 0           | 0          |
| A. Doga        | 20+2               | 0                  | 4+2                | 0                  | 1            | 0            | 0            | 0            | 23       | 0      | 6           | 0          |
| N. Donazzan    | 1                  | 0                  | 0                  | 0                  | -            | -            | -            | -            | 1        | 0      | 0           | 0          |
| I. Lanzara     | 30+4               | 1                  | 13+1               | 1                  | 1            | 0            | 0            | 0            | 35       | 1      | 14          | 1          |
| D. Mezzanotti  | 25                 | 0                  | 6                  | 1                  | 1            | 0            | 0            | 0            | 26       | 0      | 6           | 1          |
| M. Notari      | 39+4               | 0                  | 6                  | 0                  | 1            | 0            | 1            | 0            | 44       | 0      | 7           | 0          |
| D. Pellegrini  | 2                  | 0                  | 0                  | 1                  | -            | -            | -            | -            | 2        | 0      | 0           | 1          |
| S. Sacchetti   | 31+4               | 0                  | 8+2                | 1                  | -            | -            | -            | -            | 35       | 0      | 10          | 1          |
| S. Bentivoglio | 16                 | 0                  | 1                  | 0                  | -            | -            | -            | -            | 16       | 0      | 1           | 0          |
| M. Brambilla   | 36+3               | 0                  | 4+1                | 0                  | 1            | 0            | 0            | 0            | 40       | 0      | 5           | 0          |
| G. Caridi      | 38+4               | 7+2                | 5+1                | 1                  | 1            | 0            | 0            | 0            | 43       | 9      | 6           | 1          |
| C. Grauso      | 39+4               | 0                  | 7+1                | 0                  | 1            | 0            | 0            | 0            | 44       | 0      | 8           | 0          |
| S. Mondini     | 1                  | 0                  | 0                  | 0                  | -            | -            | -            | -            | 1        | 0      | 0           | 0          |
| A. Sestu       | 7                  | 0                  | 1                  | 0                  | -            | -            | -            | -            | 7        | 0      | 1           | 0          |
| V. Sommese     | 24+3               | 3                  | 2                  | 1                  | 1            | 0            | 0            | 0            | 28       | 3      | 2           | 1          |
| M. Spinale     | 29+4               | 0                  | 1+1                | 2                  | 1            | 0            | 1            | 0            | 34       | 0      | 3           | 2          |
| E. Tarana      | 39+3               | 7                  | 5                  | 1                  | 1            | 0            | 0            | 0            | 43       | 7      | 5           | 1          |
| G. Volpe       | 9+1                | 0                  | 1                  | 0                  | -            | -            | -            | -            | 10       | 0      | 1           | 0          |
| C. Altinier    | 4                  | 0                  | 0                  | 0                  | -            | -            | -            | -            | 4        | 0      | 0           | 0          |
| M. Gasparetto  | 14+3               | 2+1                | 1+1                | 0                  | -            | -            | -            | -            | 17       | 3      | 2           | 0          |
| G. Graziani    | 36+4               | 9                  | 9+2                | 0                  | 1            | 0            | 0            | 0            | 41       | 9      | 11          | 0          |
| A. Noselli     | 34+4               | 8+1                | 8                  | 0                  | -            | -            | -            | -            | 38       | 9      | 8           | 0          |
| P. Poggi       | 28+2               | 5+1                | 0                  | 0                  | 1            | 0            | 0            | 0            | 31       | 6      | 0           | 0          |